# Selección de fútbol de Tirol del Sur
La Selección de fútbol de Tirol del Sur es el equipo representativo de la Provincia autónoma de Bolzano, Italia en las competiciones de fútbol. El equipo conquistó las tres ediciones de la Europeada, un torneo de fútbol para minorías indígenas y nacionales de Europa.

## Palmarés
- Europeada

Títulos: 4
- 2008, 2012, 2016,[2] 2022

## Desempeño en competiciones
| Europeada | Europeada | Europeada | Europeada | Europeada | Europeada | Europeada | Europeada | Europeada |
| Año       | Posición  | PJ        | PG        | PE        | PP        | GA        | GC        |           |
| --------- | --------- | --------- | --------- | --------- | --------- | --------- | --------- | --------- |
| 2008      | 1.º       | 6         | 6         | 0         | 0         | 20        | 1         |           |
| 2012      | 1.º       | 5         | 5         | 0         | 0         | 21        | 1         |           |
| 2016      | 1.º       | 6         | 6         | 0         | 0         | 24        | 5         |           |
| 2022      | 1.º       | 6         | 6         | 0         | 0         | 17        | 2         |           |
| Total     | 4/4       | 23        | 23        | 0         | 0         | 82        | 9         |           |